# Klubi Sportiv Korabi
Il Klubi Sportiv Korabi, meglio noto come Korabi, è una società calcistica albanese con sede nella città di Peshkopi.

## Storia
Fondata nel 1945 come Klubi Sportiv Korabi. Nella stagione 2016-2017 militò nella Kategoria Superiore, la massima divisione del campionato albanese.

## Società

### Organigramma societario
- ? - Presidente
- Fehmi Mziu - Direttore Sportivo

### Sponsor
| Cronologia degli sponsor tecnici - 2015-2016 - Legea - 2016-oggi - Joma | Cronologia degli sponsor ufficiali - 2015-oggi - Nessuno |

## Allenatori e presidenti
| Allenatori - 2015-2016 Dritan Mehmeti - 2016 Artan Mërgjyshi - 2016-oggi Gerd Haxhiu | Presidenti - 2015-oggi ? |

## Calciatori

### Capitani
- Elton Muçollari (2015)
- Sokol Mziu (2015-oggi)

## Palmarès

### Competizioni nazionali
- Kategoria e Parë: 1

2015-2016
- Kategoria e Dytë: 3

1976-1977, 1977-1978, 1982-1983

### Altri piazzamenti
- Kategoria e Parë:

Secondo posto: 1961
- Kategoria e Dytë:

Secondo posto: 2014-2015

## Statistiche e record

### Partecipazione ai campionati
| Livello | Categoria           | Partecipazioni | Debutto   | Ultima stagione | Totale |
| ------- | ------------------- | -------------- | --------- | --------------- | ------ |
| 1º      | Kategoria e Parë    | 0              | -         | -               | 1      |
| 1º      | Kategoria Superiore | 1              | 2016-2017 | -               | 1      |
| 2º      | Kategoria e Dytë    | 0              | -         | -               | 1      |
| 2º      | Kategoria e Parë    | 1              | 2015-2016 | 2015-2016       | 1      |
| 3º      | Kategoria e Tretë   | 0              | -         | -               | 1      |
| 3º      | Kategoria e Dytë    | 1              | 2014-2015 | 2014-2015       | 1      |

## Organico

### Rosa 2017-2018
Aggiornata al 31 agosto 2017.
| N. |                    | Ruolo | Calciatore                    |
| -- | ------------------ | ----- | ----------------------------- |
| 2  | Albania (bandiera) | D     | Klajdi Hoxha                  |
| 4  | Albania (bandiera) | D     | Arjan Sheta                   |
| 6  | Albania (bandiera) | C     | Ergys Kraja                   |
| 7  | Albania (bandiera) | C     | Sokol Mziu (capitano)         |
| 8  | Kosovo (bandiera)  | D     | Veton Shabani                 |
| 9  | Albania (bandiera) | A     | Denis Peposhi                 |
| 10 | Kosovo (bandiera)  | C     | Alush Gavazaj                 |
| 12 | Albania (bandiera) | P     | Endrit Prençi                 |
| 13 | Albania (bandiera) | C     | Gabriele Mezini               |
| 14 | Albania (bandiera) | C     | Besmir Arifaj (vice capitano) |
| 15 | Albania (bandiera) | A     | Emrush Kaloshi                |
| 17 | Albania (bandiera) | C     | Dejvis Çangu                  |

| N. |                       | Ruolo | Calciatore           |
| -- | --------------------- | ----- | -------------------- |
| 20 | Albania (bandiera)    | C     | Daniel Jubani        |
| 21 | Montenegro (bandiera) | P     | Miroslav Vujadinović |
| 23 | Albania (bandiera)    | C     | Geraldo Kaloshi      |
| 28 | Albania (bandiera)    | C     | Paolo Ivani          |
| 31 | Albania (bandiera)    | P     | Endrit Prençi        |
| 32 | Albania (bandiera)    | D     | Dejvis Kalemi        |
| 88 | Nigeria (bandiera)    | A     | Abraham Adelaja      |
| 95 | Albania (bandiera)    | P     | Ted Laço             |
| 97 | Albania (bandiera)    | C     | Xhon Marinaj         |
|    | Albania (bandiera)    | D     | Armando Xhaferri     |
|    | Albania (bandiera)    | C     | Geraldo Kaloshi      |

### Staff tecnico
- Allenatore:  Gerd Haxhiu
- Vice-Allenatore:  Artion Poçi